# Semjon Abramowitsch Rodow
Semjon Abramowitsch Rodow (russisch Семён Абрамович Родов; * 12. Januarjul. / 24. Januar 1893greg. in Cherson; † 24. Mai 1968 in Moskau) war ein sowjetischer Dichter und Literaturkritiker.
Rodow war Mitglied der Gruppe "Oktjabr" und von 1923 bis 1925 einer der Herausgeber der Zeitung "Na postu". 1926 wurde er aus der Führung von RAPP verdrängt.